# Wysoka (powiat wrocławski)
Wysoka – wieś w Polsce położona w województwie dolnośląskim, w powiecie wrocławskim, w gminie Kobierzyce. Wieś graniczy z peryferyjnymi wrocławskimi osiedlami Ołtaszyn i Partynice.
W latach 1975–1998 miejscowość należała administracyjnie do województwa wrocławskiego.

## Nazwa
Pierwotną nazwą miejscowości była polska nazwa Wysoka. Miejscowość została wymieniona w łacińskim dokumencie wydanym w 1332 roku we Wrocławiu w zlatynizowanej staropolskiej formie Wyssoca. Później została zgermanizowana i do roku 1945 nosiła niemiecką nazwę Zehnhufen.

## Historia
Swoje posiadłości we wsi i pałacyk myśliwski miał tu Julius Schottländer, a potem jego syn Paul, ale po wojnie pałacyk uległ dewastacji i został rozebrany.
Do lat 90. XX wieku było tu Państwowe Gospodarstwo Rolne, a perspektywy rozwoju wsi nie były zachęcające. Obecnie stara część wsi pozostaje w silnym kontraście wobec nowo powstających osiedli.

## Zabytki
Do wojewódzkiego rejestru zabytków wpisane są:
- park, powstały około 1900 r.
- folwark
- fort piechoty[6]